# دار الباي
قصر الحكومة بالقصبة أو دار الباي، هو قصر يقع في ساحة القصبة على المدخل الجنوبي للمدينة العتيقة ويستعمل كمقر للحكومة التونسية.

## التاريخ
شيّد القصر بين 1613 و1666. شهد القصر تحسينات وتحويرات هامة في عهدي حمودة باشا المرادي (1631-1661) وفي عهد حمودة باشا الحسيني (1792-1814). أضيف للمبنى في عهد أحمد باي الجناح الذي يقع فيه حاليا مكتب رئيس الوزراء، وفي عهد الصادق باي بنيت قاعة كبرى وصالونات الواجهة. استعملها الزعيم الحبيب بورقيبة كمركز لحكمه في سنوات الاستقلال الأولى ثم أصبحت تحتضن مقر الوزارة الأولى عند إنشاءها سنة 1969. بعد الثورة التونسية كانت الدار عرضة لسلسلة من الاحتجاجات عرفت باسم اعتصامات القصبة. تفتح دار الباي على شارع باب منارة ونهجي القصبة وسيدي بن زياد.

## شخصيات تاريخية زارت القصر
شهد القصر زيارة عدة شخصيات مرموقة في القرن 19 وهم:
- 1816: الملكة كارولين من برونزويك (زوجة ملك انكلترا جورج الرابع) وضع باي تونس حينها على ذمة الملكة وحاشيتها دار الباي وستين من المماليك وعربة تسوقها ستة أحصنة.
- 1845: أنتوني، دوق مونتبينسير (ابن الملك لويس فيليب الأول)، وبعده جاء أخواه فرانسوا أورليان، أمير جوينفيل وهنري أورليان، دوق أومال.
- 1861: الأمير نابليون جوزيف شارل بول بونابارت وزوجته ماريا كلوتيلد أميرة سافوي.
- 1862: 
  - الملك ليوبولد الأول (ملك بلجيك).
  - الأميرة آن بروسيا (ابنة أخ الملك فريدرش فيلهلم الرابع) قدمت لها حرم الباي العديد من الهدايا.
  - الأمير إدوارد (ابن الملكة فيكتوريا، ولي عهد بريطانيا).
  - الأمير فريدرش (ابن الملك فيلهلم الأول، ولي عهد ألمانيا).
  - الأمير أومبيرتو الأول (ابن الملك فيتوريو إمانويلي الثاني، ولي عهد إيطاليا).
- 1863: الماريشال بليسييه (دوق مالاكوف).
- 1872: الأمير فريدريك تشارلز من بروسيا.

## روابط خارجية
- الموقع الرسمي لرئاسة الحكومة.
- الموقع الإخباري الرسمي لرئاسة الحكومة.